# Космос-1984
Космос-1984 је један од преко 2400 совјетских вјештачких сателита лансираних у оквиру програма Космос.
Космос-1984 је лансиран са космодрома Плесецк, СССР, 16. децембра 1988. Ракета-носач Сојуз је поставила сателит у орбиту око планете Земље. Маса сателита при лансирању је износила 6600 килограма. Космос-1984 је био осматрачки сателит.